# میدل ریور (مینه‌سوتا)
میدل ریور، مینه‌سوتا (به انگلیسی: Middle River, Minnesota) یک شهر در ایالات متحده آمریکا است که در شهرستان مارشال واقع شده‌است.

## خصوصیات
میدل ریور ۱٫۲۴ کیلومترمربع مساحت و ۳۰۳ نفر جمعیت دارد و ۳۴۸ متر بالاتر از سطح دریا واقع شده‌است.